# Thurop van Orman
Mark Thurop van Orman (* 26. April 1976 in Norfolk, Virginia) ist ein US-amerikanischer Drehbuchautor, Cartoonist und Synchronsprecher.

## Leben
Van Orman begann als Autor der Serie Powerpuff Girls. Bekannt wurde er für die Stimme von Flapjack in der Serie The Marvelous Misadventures of Flapjack.

## Filmografie (Auswahl)

### Drehbuch
- 2004: The Powerpuff Girls (Fernsehserie)
- 2005–2007: Camp Lazlo (Fernsehserie)
- 2008–2010: The Marvelous Misadventures of Flapjack (Fernsehserie)
- 2010–2011: Adventure Time – Abenteuerzeit mit Finn und Jake (Adventure Time, Fernsehserie)

### Storyboard Artist
- 2003–2004: The Powerpuff Girls (Fernsehserie)
- 2005–2007: Camp Lazlo (Fernsehserie)
- 2008: The Marvelous Misadventures of Flapjack (Fernsehserie)
- 2013: Sanjay and Craig (Fernsehserie)

### Sprechrollen
- 2008–2010: The Marvelous Misadventures of Flapjack (Fernsehserie)
- 2011–2014: Adventure Time – Abenteuerzeit mit Finn und Jake (Adventure Time, Fernsehserie)
- 2012–2016: Willkommen in Gravity Falls (Gravity Falls, Fernsehserie)
- 2013–2014: Sanjay and Craig (Fernsehserie)
- 2016: Home: Adventures with Tip & Oh (Fernsehserie)

### Regie
- 2019: Angry Birds 2 – Der Film (The Angry Birds Movie 2)